# Berndt Heydemann

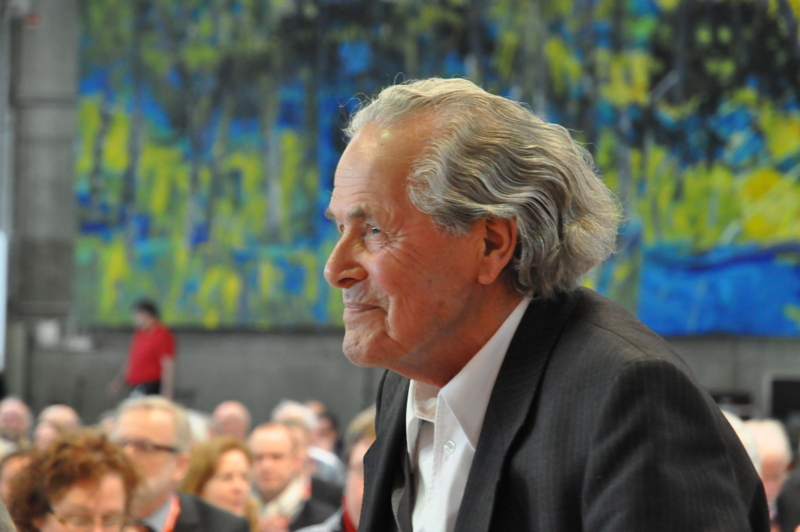
Berndt Heydemann 2013

Berndt Heydemann (* 27. Februar 1930 in Kiel; † 6. April 2017) war ein deutscher Biologe. Er war Professor der Christian-Albrechts-Universität zu Kiel und mehrere Jahre Umweltminister von Schleswig-Holstein. Weiterhin trat er als Autor von Sachbüchern in Erscheinung.

## Leben und Wirken
Nach dem Abitur machte Heydemann eine praktische Ausbildung im Gartenbau. Ab 1948 studierte er Zoologie, Botanik, Biologie, Chemie, Physik und Ökologie und wurde 1953 über Agrarökologische Problematik promoviert. Von 1956 bis 1962 etablierte er am Zoologischen Institut der Kieler Universität das Gebiet „Biologische Küstenforschung/Angewandte Ökologie“. 1964 habilitierte er sich mit der Arbeit Die Entwicklung von Meer und Land – Freiland- und Laborexperimente zur Adaption der Organismen im Ebbe- und Flut-Bereich. Mehrere Forschungsaufenthalte führten ihn dabei nach Frankreich, Spanien, Polen und in die Tschechoslowakei. Unterstützt von der Volkswagen-Stiftung war Heydemann 1964–1966 am Aufbau der Forschungsinstitution „Ökologische Küstenforschung“ beteiligt. 1970 bis 1988 war er Direktor am Biologiezentrum der Universität Kiel. Er engagierte sich im Naturschutz und übernahm 1984 kommissarisch den Vorsitz des Deutschen Bunds für Vogelschutz, in dessen Bundesvorstand er seit Jahren saß.

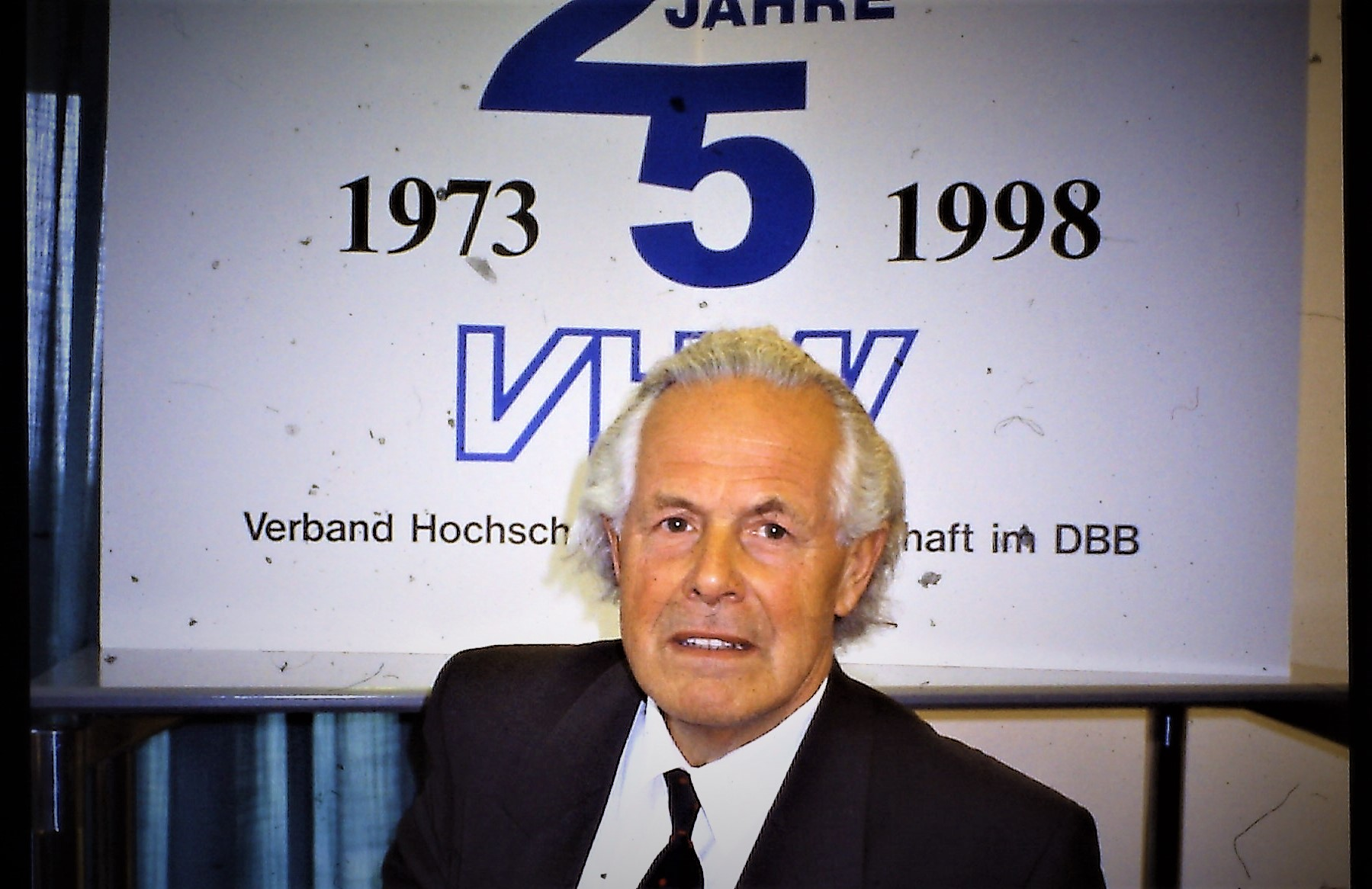
Berndt Heydemann auf der Festveranstaltung "25 Jahre VHW"

Heydemann sammelte durch seine Führungstätigkeit auch umfangreiche Erfahrungen in der Hochschulpolitik, die zugleich Grundlage für sein Engagement auf der Bundesebene wurden. Gemeinsam mit der Bundesleitung des Deutschen Beamtenbundes (dbb) in Bonn leitete er die Gründung des Verbandes Hochschule und Wissenschaft (VHW) in die Wege. Der VHW verfügt als Mitglied dieser Spitzengewerkschaft dbb über eine Mitsprache in Tariffragen sowie insbesondere über ein Anhörungsrecht. Daher sind die Bildungsminister auf Bundes- und Landesebene verpflichtet, den VHW in ihre Gesetzgebungsverfahren und damit in ihre Hochschulpolitik einzubeziehen. Von 1973 bis 1987 war Heydemann der erste Bundesvorsitzende des VHW, als sein Nachfolger wurde Reinhard Kuhnert gewählt, der dieses Amt bis 1999 ausübte. Der Verband ernannte Heydemann im Jahr 2003 anlässlich seines 30-jährigen Bestehens zum Ehrenvorsitzenden.  Parallel gründete Heydemann 1973 den Landesverband des VHW Schleswig-Holstein und übernahm auch dessen Vorsitz.
Nach dem Wahlerfolg der SPD bei der Landtagswahl in Schleswig-Holstein 1988 wurde Heydemann als Minister für Natur, Umwelt und Landesentwicklung parteiloses Mitglied im Kabinett von Björn Engholm. Nachdem er in der nächsten Regierungsperiode unter Heide Simonis nicht mehr ausreichend Unterstützung erhalten hatte, trat Heydemann 1993 zum Jahresende als Minister zurück und arbeitete wieder als Professor an der Universität in Kiel.
1998 gründete er die Nieklitzer Ökologie- und Ökotechnologie-Stiftung (NICOL), deren Hauptprojekt das Zukunftszentrum Mensch – Natur – Technik – Wissenschaft (ZMTW) in Nieklitz (Mecklenburg-Vorpommern) ist. Dafür erhielt er 2005 den Umweltpreis der Bundesstiftung Umwelt. Nachdem das ZMTW trotz Fördermitteln von mehr als sechs Millionen Euro statt der geplanten 200.000 nur 12.000 Besucher pro Jahr erreichte und nach Auffassung des Landwirtschaftsministers Till Backhaus „keine nützlichen wissenschaftlichen Ergebnisse“ erzielte, wurden keine Fördermittel mehr bewilligt. Anfang 2013 wurde bekannt, dass Heydemann ein neues Ausstellungsprojekt in Schleswig-Holstein plane, das auch Exponate des ZMTW aufnehmen sollte. Eine Realisierung dieses Vorhabens gelang jedoch nicht. Im Oktober 2013 wurde das ZMTW geschlossen.

## Publikationen
- Elementare Kunst in der Natur. Form – Farbe – Funktion. Mit Jutta Müller-Karch. Wachholtz, Neumünster 1989, ISBN 978-3-529-05403-7.
- Neuer Biologischer Atlas. Ökologie von Schleswig-Holstein und Hamburg. Wachholtz, Neumünster 1997, ISBN 3-529-05404-6.
- Ökologie der Schönheit. Wachholtz, Neumünster 2008, ISBN 978-3-5290-5424-2.